# Garsa arbòria de Borneo
La garsa arbòria de Borneo (Dendrocitta cinerascens) és un ocell de la família dels còrvids (Corvidae). Habita els boscos de muntanya de Borneo.